# Mycoplasma moatsii
Mycoplasma moatsii è una specie di batterio appartenente alla famiglia delle Mycoplasmataceae.